# Abtei Königsmünster

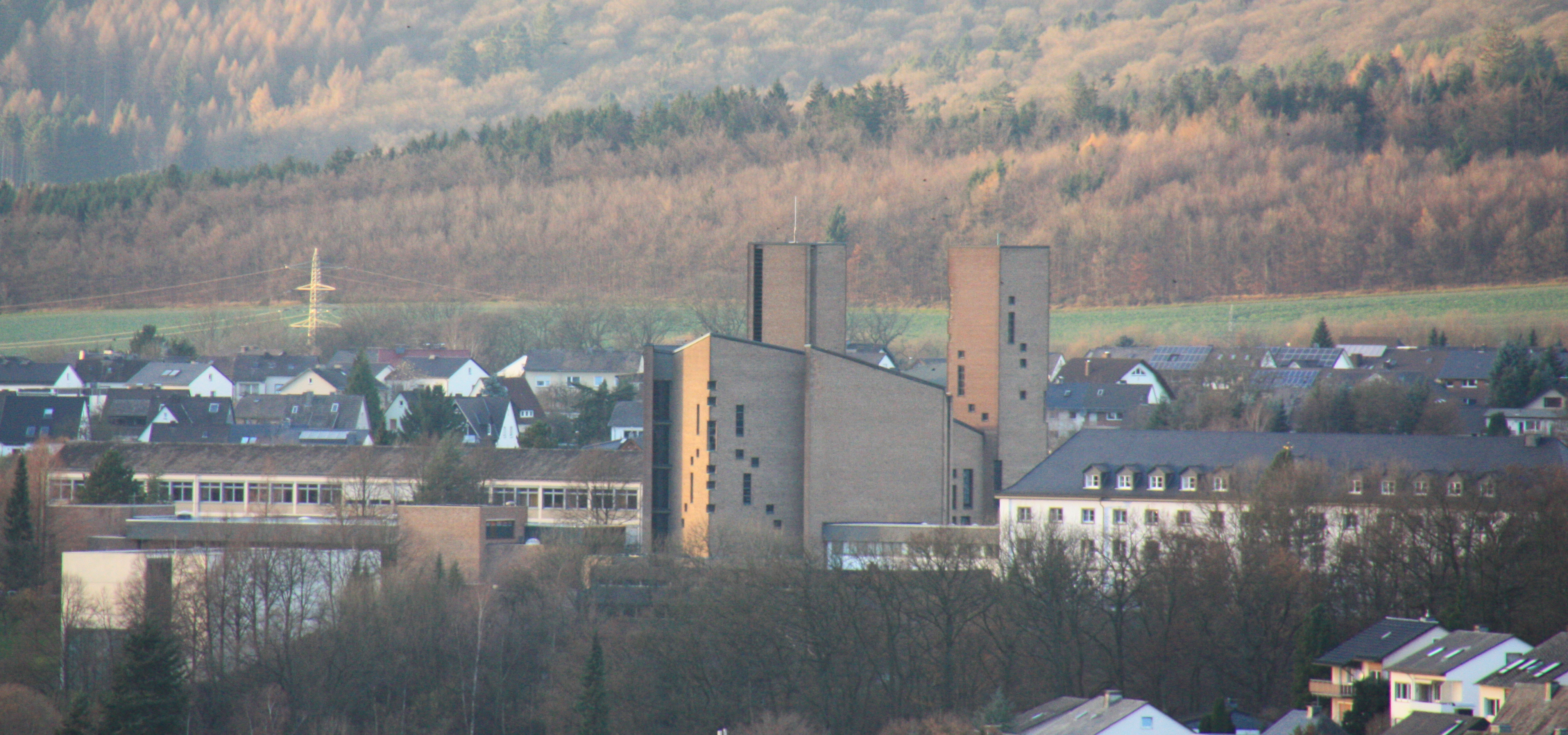
Abtei Königsmünster mit angeschlossenem Gymnasium (links) und dem Begegnungszentrum „Oase“ (vorne links)

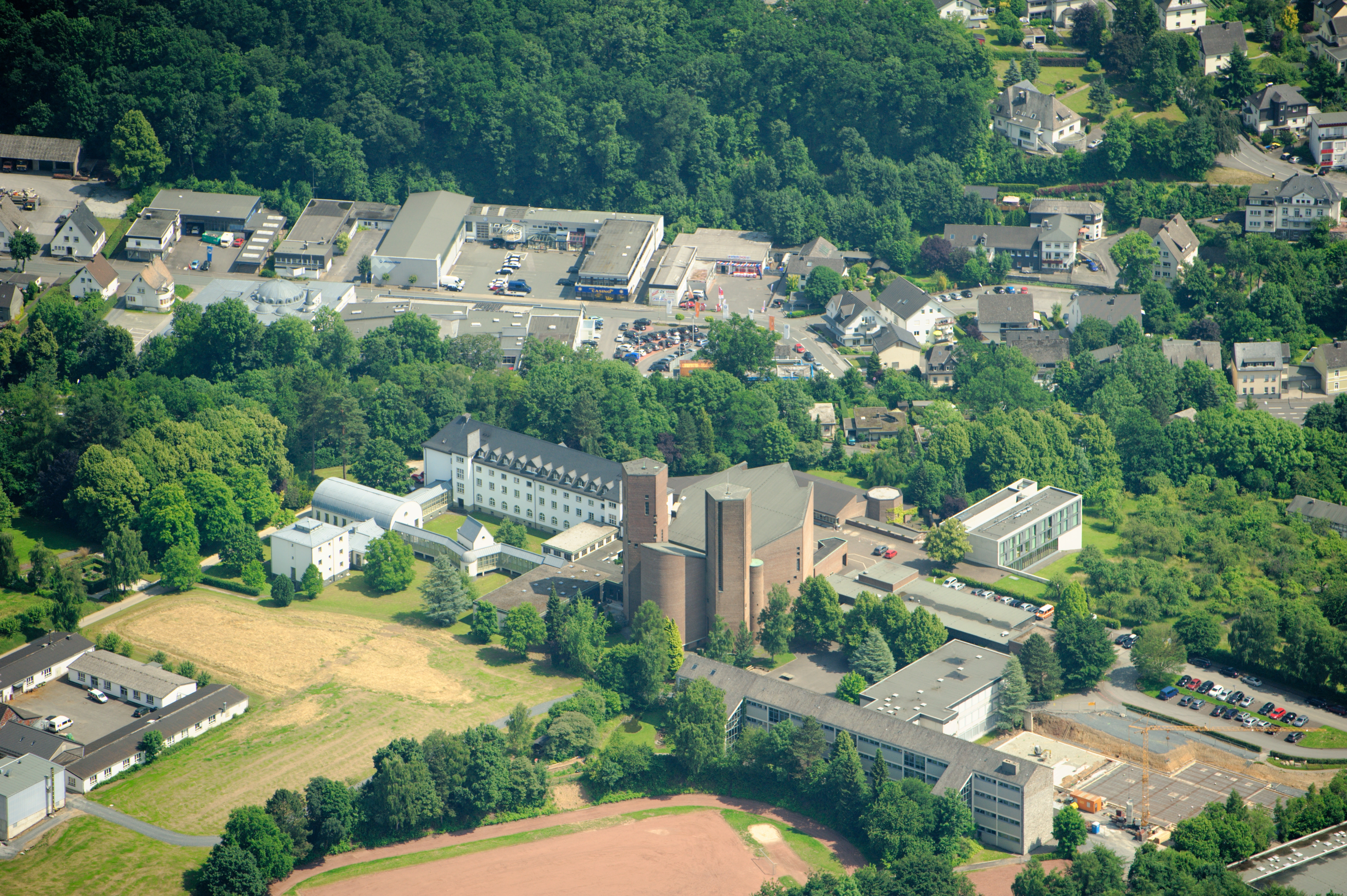
Luftbild der Abtei Königsmünster

Die Abtei Königsmünster in Meschede (Nordrhein-Westfalen) ist ein Kloster der Benediktinerkongregation von St. Ottilien. Neben der Mission und der Seelsorge betreiben die Brüder eine Reihe handwerklicher oder landwirtschaftlicher Betriebe und ein Gymnasium.

## Geschichte

### Gründung
Die Abtei wurde 1928 von Mönchen aus drei bayerischen Klöstern gegründet. Der Vertrag vom 2. März 1928 zwischen der Stadt Meschede und der Benediktinerkongregation von St. Ottilien (Missionsbenediktiner) sah vor, dass die Mönche die städtische Rektoratsschule übernehmen und dafür von der Stadt materielle Unterstützung für den Aufbau des Klosters erhalten. Die Kongregation schrieb einen Wettbewerb für einen Gesamtbebauungsplan des Klosters aus, den der Architekt Franz Schneider 1930 gewann. Auch bei der Ausschreibung setzte sich Schneider durch, so dass er die Ausführung der symmetrisch um eine Kirchenfassade entwickelten Gesamtanlage übernahm. Das Kloster erhielt den Namen Königsmünster, also „Kloster (lateinisch monasterium, davon deutsch Münster) des Königs (Christus).“
Innerhalb der Region stellten sich die Mönche auch in die Tradition von Kloster Grafschaft. Aus dem Wappen der alten Benediktinerabtei übernahm man in Meschede das Hirschgeweih. Außerdem erarbeiteten die Mönche in den letzten Jahren ein Nekrologium der Grafschafter Mönche, um ihrer an deren Todestagen im Gebet zu gedenken.

### Priorat
1932 wurde das Kloster zu einem selbstständigen Priorat mit Pater Linus Leberle (1880–1956) als erstem Prior. Zwischen 1937 und 1956 war Alban Buckel aus Münsterschwarzach Konventualprior. Durch das nationalsozialistische Regime war das Kloster von 1941 bis 1945 aufgehoben.

### Abtei

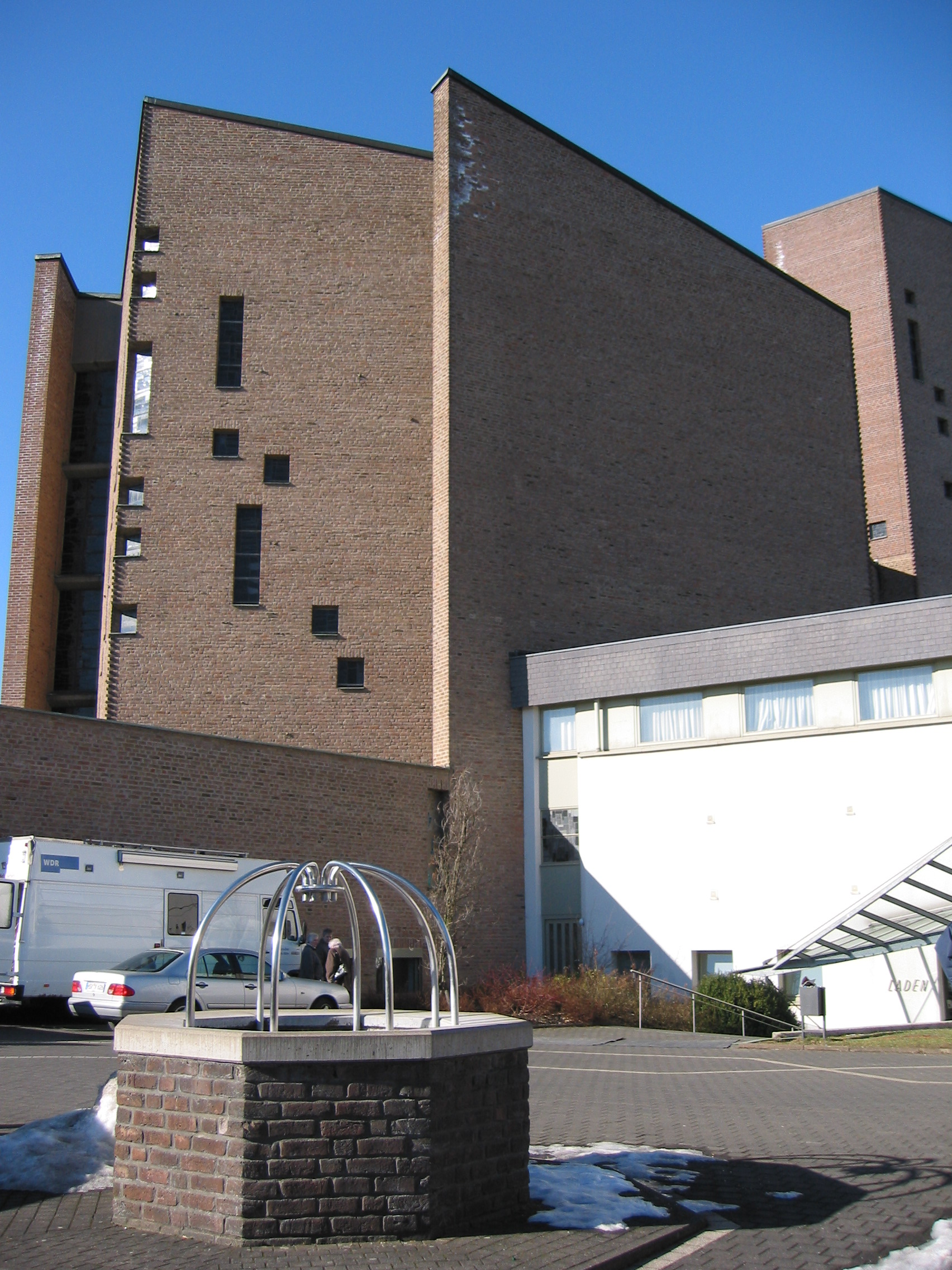
Die Abtei

Am 18. Oktober 1956 wurde das Kloster in den kirchenrechtlichen Rang einer Abtei erhoben und Pater Harduin Bießle wurde zum ersten Abt gewählt. In seine Amtszeit fiel der Bau der Abteikirche durch den Architekten Hans Schilling. Beim Kirchenbau wurden bewusst Formensprache und Symbolik für Menschen des 20. Jahrhunderts gewählt. Die Kirche wurde am 1. September 1964, also am 25. Jahrestag des deutschen Überfalls auf Polen, als „Friedenskirche in einer Welt, die nicht zum Frieden kommen kann“ (Jahresbericht von 1958) geweiht.
In der Amtszeit des zweiten Abtes, Stephan Schröer (1976–2001), traten zahlreiche junge Männer der Gemeinschaft bei, so dass der Konvent zwischenzeitlich auf über 80 Mitglieder anwuchs. Dazu trug vermutlich bei, dass die Abtei durch die Arbeit in der Schule inzwischen in der Region sehr bekannt geworden war und durch ein verstärktes Engagement in der Jugendarbeit (Jugendgästehaus Oase seit 1981) gerade junge Menschen anzog.
In das Jahr 2001 fielen die Einweihung des „Hauses der Stille“, dessen von Peter Kulka stammende Architektur in der Fachwelt Beachtung fand, die Resignation von Abt Stephan, die Begrenzung der Amtszeit des Abtes auf 12 Jahre durch Beschluss der Gemeinschaft und die Wahl von Pater Dominicus Meier zum dritten Abt.
Im März 2010 wurden im Zuge der bundesweiten Aufdeckung von Missbrauchsfällen auch Missbrauch durch einen Mönch der Abtei Königsmünster in mehreren Fällen öffentlich bekannt.
Die heute ungefähr 60 Mönche arbeiten in der Schule (Gymnasium der Benediktiner), in der Jugendarbeit, im „Haus der Stille“ (Haus für Einkehr und Exerzitien), in der Seelsorge und in verschiedenen Werkstätten. Einige Brüder sind als Missionare in Südkorea, Tansania und Kuba tätig, drei arbeiten in der Cella Sankt Benedikt in Hannover.
Zur Unterstützung des Klosters wurde am 11. Januar 1990 der Freundeskreis Königsmünster e. V. gegründet, dem über 1.000 Mitglieder deutschlandweit angehören.

## Abteikirche

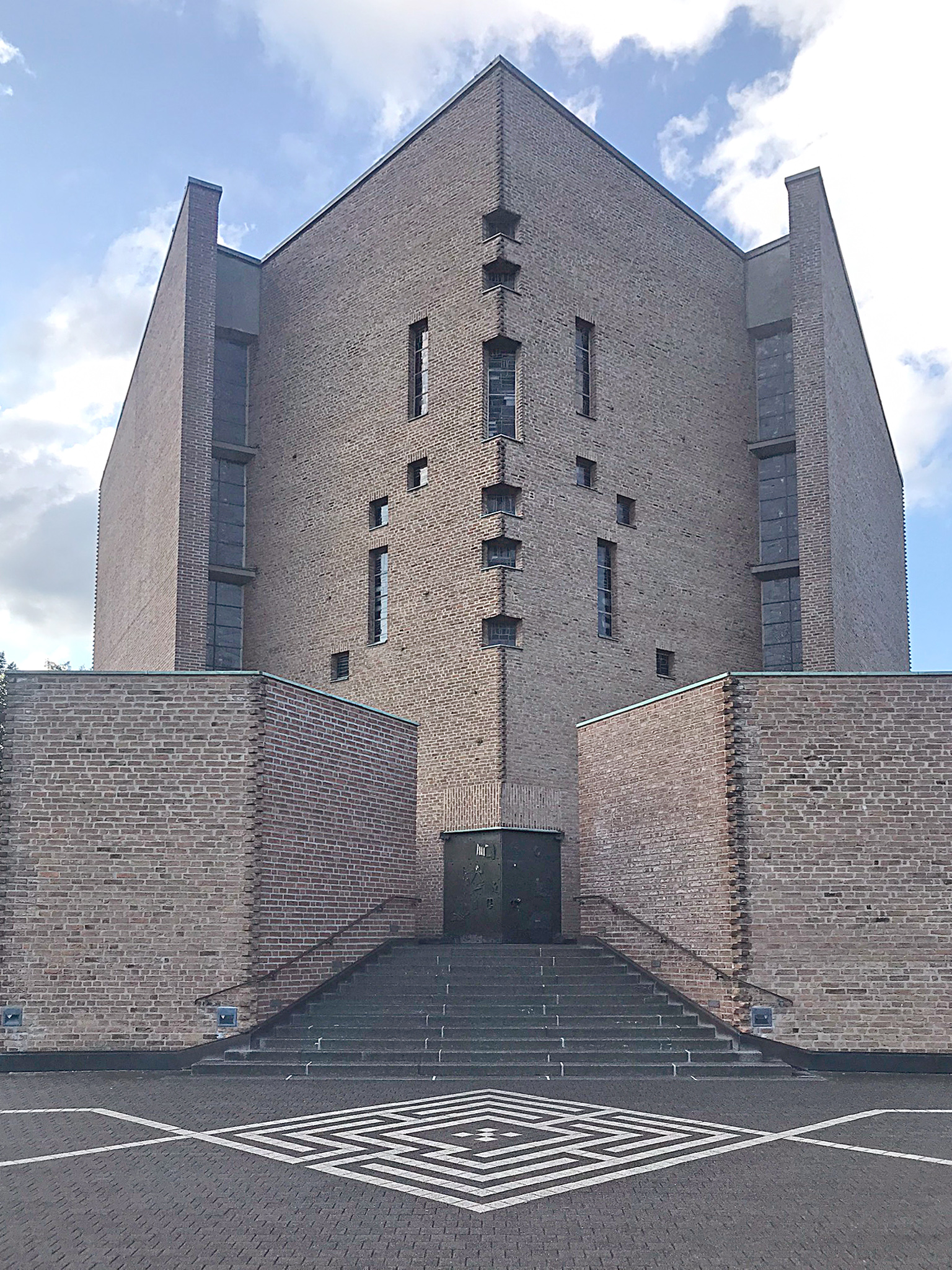
Abteikirche, Haupteingang von Südosten

Die Planungen für den Bau der Abteikirche fanden zeitlich mit dem Zweiten Vatikanischen Konzil statt. Vor dem Hintergrund der Aufbruchstimmung der Erneuerungsbewegung stritten die Brüder mit dem Architekten um die Gestalt ihrer Kirche. Beim Kirchenbau wurden Formensprache und Symbolik für Menschen des 20. Jahrhunderts gewählt. Die Kirche wurde am 1. September 1964, also am 25. Jahrestag des deutschen Überfalls auf Polen, als „Friedenskirche in einer Welt, die nicht zum Frieden kommen kann“ (Jahresbericht von 1958) geweiht. Geprägt ist der Bau durch die Einfachheit des Grundrisses und eine für ein katholisches Gotteshaus bemerkenswerte Schlichtheit der Ausstattung. Nach außen hin wirkt die weithin sichtbare Kirche aus rotbraunen Klinkersteinen wie eine große Burg oder wie ein Schiff.

### Orgel
Die im Jahr 1971 von der Werkstatt Orgelbau Kreienbrink gebaute Orgel (III+P/38) wurde nach Ausfall der Windlade des Hauptwerkes und wegen Materialverschleißes Anfang September 2008 außer Dienst gestellt.
Das Nachfolgeinstrument ist von der Orgelbauwerkstatt Klais aus Bonn ab April 2016 wiederum auf der Empore oberhalb der Marienkapelle errichtet worden. Die Orgel ist auf 58 Register auf drei Manualen und Pedal disponiert. Die Orgelweihe erfolgte im Pontifikalamt zum 52. Kirchweihfest am 1. September 2016 durch den Paderborner Erzbischof Hans-Josef Becker.
| I Hauptwerk C–c4 |                 |          |
| 01.              | Großprincipal 0 | 16′      |
| 02.              | Bourdon         | 16′      |
| 03.              | Principal       | 08′      |
| 04.              | Gambe           | 08′      |
| 05.              | Vox angelica    | 08′      |
| 06.              | Traversflöte    | 08′      |
| 07.              | Gedeckt         | 08′      |
| 08.              | Dulciana        | 08′      |
| 09.              | Octave          | 04′      |
| 10.              | Flöte           | 04′      |
| 11.              | Quinte          | 02 ⁄3′ 0 |
| 12.              | Superoctave     | 02′      |
| 13.              | Terz            | 01 3⁄5′  |
| 14.              | Mixtur IV       |          |
| 15.              | Trompete        | 16′      |
| 16.              | Trompete        | 08′      |

| II Schwell-Positiv C–c4 |                    |       |
| 17.                     | Minorprincipal     | 08′   |
| 18.                     | Bordun             | 08′   |
| 19.                     | Echogambe          | 08′   |
| 20.                     | Flute céleste      | 08′   |
| 21.                     | Dolce              | 08′   |
| 22.                     | Octave             | 04′   |
| 23.                     | Nachthorn          | 04′   |
| 24.                     | Flautino           | 02′ 0 |
| 25.                     | Progressio II-IV 0 |       |
| 26.                     | Horn               | 16′   |
| 27.                     | Horn               | 08′   |
| 28.                     | Clarinette         | 08′   |
| 29.                     | Horn               | 04′   |
|                         | Tremulant          |       |

| III Schwellwerk C–c4 |                      |          |
| 30.                  | Salicional           | 16′      |
| 31.                  | Geigenprincipal      | 08′      |
| 32.                  | Harmonieflöte        | 08′      |
| 33.                  | Viola                | 08′      |
| 34.                  | Vox coelestis        | 08′      |
| 35.                  | Aeoline              | 08′      |
| 36.                  | Violine              | 04′      |
| 37.                  | Querflöte            | 04′      |
| 38.                  | Nasat                | 02 ⁄3′ 0 |
| 39.                  | Piccolo              | 02′      |
| 40.                  | Terz                 | 01 3⁄5′  |
| 41.                  | Harmonia aetheria IV |          |
| 42.                  | Fagott               | 16′      |
| 43.                  | Trompette            | 08′      |
| 44.                  | Oboe                 | 08′      |
|                      | Tremulant            |          |

| Pedalwerk C–f1 |                 |     |
| 45.            | Bordun          | 32′ |
| 46.            | Principalbass 0 | 16′ |
| 47.            | Violon          | 16′ |
| 48.            | Subbass         | 16′ |
| 49.            | Zartbass        | 16′ |
| 50.            | Octavbass       | 08′ |
| 51.            | Cello           | 08′ |
| 52.            | Gedecktbass     | 08′ |
| 53.            | Superoctave     | 04′ |
| 54.            | Posaune         | 16′ |
| 55.            | Horn            | 16′ |
| 56.            | Tuba            | 08′ |
| 57.            | Horn            | 08′ |
| 58.            | Tuba clairon    | 04′ |

- Koppeln:
  - Normalkoppeln: II/I, III/I, III/II, I/P, II/P, III/P
  - Suboktavkoppeln: I/I, II/I, II/II, III/I, III/III
  - Superoktavkoppeln: I/I, II/I, II/II, III/I, III/III, II/P, III/P
  - Melodiekoppeln: II/I, III/I, III/II
  - Äquallage-Absteller: I, II, III

### Glocken
Das Geläut besteht aus sieben Bronzeglocken. Die Kirchenglocken wurden 1964 von der Glockengießerei Petit & Gebr. Edelbrock (Gescher) gegossen, mit Ausnahme von Glocke Nr. 5, die von derselben Glockengießerei im Jahre 2002 ergänzt wurde.
| Nr. | Name       | Gussjahr | Durchmesser (mm) | Masse (kg) | Nominal (16tel) | Inschrift                                  |
| --- | ---------- | -------- | ---------------- | ---------- | --------------- | ------------------------------------------ |
| 1   | Christus   | 1964     | 1680             | 2900       | h0              | CHRISTUS KÖNIG DES WELTALLS                |
| 2   | Michael    | 1964     | 1400             | 1700       | d1              | ST. MICHAEL BANNERTRÄGER DES FRIEDENS      |
| 3   | Maria      | 1964     | 1240             | 1200       | e1              | + MARIA UNSERE LIEBE FRAU VOM BERGE        |
| 4   | Benedikt   | 1964     | 1090             | 800        | fis1 +1         | ST. BENEDIKT VATER DER LOBPREISENDEN       |
| 5   | Peter      | 2002     | 1000             | 680        | g1              | ST. PETER HÜTER DER KIRCHE                 |
| 6   | Bonifatius | 1964     | 915              | 450        | a1 +2           | ST. BONIFATIUS KÜNDER DER FROHEN BOTSCHAFT |
| 7   | Antonius   | 1964     | 810              | 330        | h1 +2           | ST. ANTONIUS RUFER ZUR STILLE IN GOTT      |

## Klosteranlage

### Wirtschaftsbetriebe
Die Abtei hat verschiedene Handwerksbereiche. Dazu gehört eine Schmiede, in der einige Brüder, Mitarbeiter, Auszubildende und Praktikanten verschiedene Metallobjekte aus Stahl und Messing herstellen. Neben Kreuzen, Grabmälern und Geländern werden auch Skulpturen und Brunnen gestaltet. Während die Schmiede von einem Bruder geleitet wird, arbeiten in der klostereigenen Schreinerei zurzeit nur weltliche Beschäftigte. Sie diente lange Zeit überwiegend dem Eigenbedarf, nimmt jedoch jetzt auch Fremdaufträge an. Die Schreinerei fertigt unter anderem Möbel in Handarbeit.
Weitere Werkstätten sind die Schneiderei, in der die Habite der Brüder hergestellt werden, eine Handweberei, in der insbesondere liturgische Paramente gewebt und geschneidert werden und eine Hand-Töpferei, in der verschiedene Keramikgegenstände hergestellt werden.

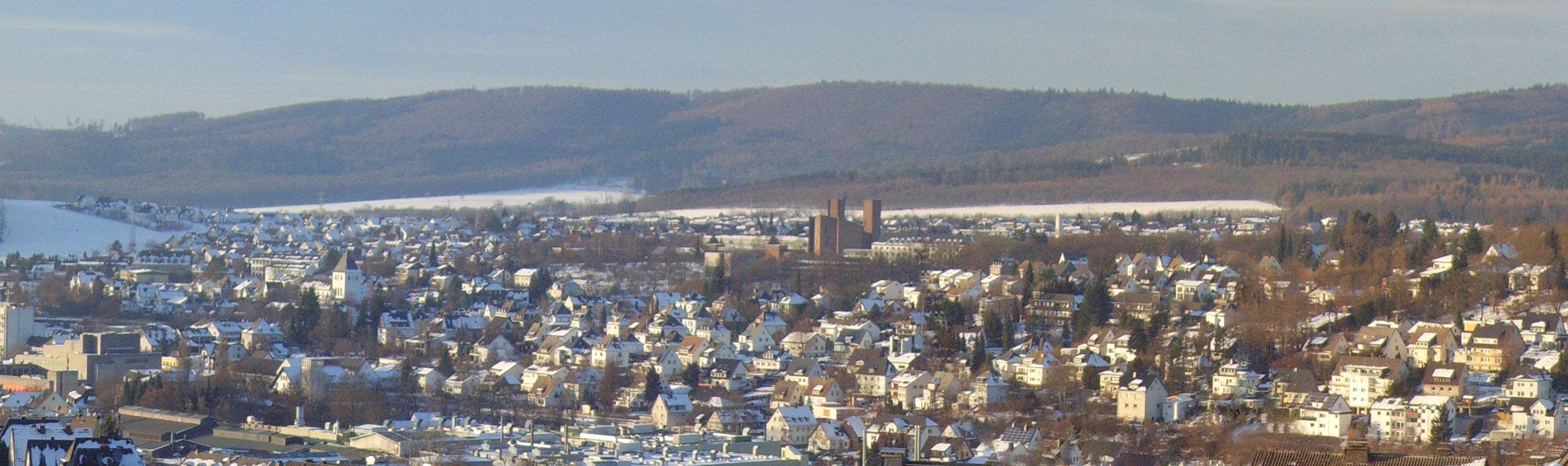
Die Abtei oberhalb Meschedes

Früher gehörten zum Kloster auch eine Landwirtschaft und eine Gärtnerei. Die Gärtnerei produzierte fast ausschließlich Gemüse und Ähnliches für den Eigenbedarf der Einrichtung. Die Produkte der Landwirtschaft wurden unter anderem durch eine hauseigene Metzgerei weiterverarbeitet und vermarktet. Die Produkte des „Putenpaters“ Reinald Rickert waren weit über die Grenzen der Stadt Meschede hinaus von Restaurants und Privatpersonen geschätzt.

### Klosterläden
Zum Klosterbetrieb gehört eine Buch- und Kunsthandlung, die mehrfach als beste Klosterbuchhandlung Deutschlands ausgezeichnet wurde. Neben Literatur und Kunst werden dort im Klosterladen auch die weiteren Produkte der Abtei, insbesondere aus dem Lebensmittelbereich, angeboten.
Weitere Klosterläden werden im benachbarten Olsberg sowie in Rüthen-Meiste betrieben.

### Abteigaststätte
Direkt auf dem Klosterareal befindet sich die Abteigaststätte, die sowohl für  Übernachtungsgäste als auch für Tagesbesucher geöffnet ist. In Teilen dient sie auch als Mensa für Schüler und Lehrer des Gymnasiums. Die angebotenen Gerichte und Produkte stammen überwiegend aus eigener Produktion und von im Kloster selbst erzeugten Zutaten.

### Gymnasium
Das Gymnasium der Benediktiner war der ursprüngliche Grund für die Errichtung des Klosters in Meschede. Es spielt noch immer eine wichtige Rolle für die Abtei. 
Es ist heute ein staatlich anerkanntes Gymnasium und vergibt als Ersatzschule dieselben Abschlüsse wie staatliche Gymnasien. Die Schule hat etwa 680 Schülerinnen und Schüler. Das Kollegium umfasst neben einigen Mönchen vor allem Lehrkräfte, die als Planstelleninhaber und -inhaberinnen beamtengleiche Rechte und Pflichten haben. Bemerkenswert sind u. a. die zahlreichen Schulpartnerschaften mit anderen Benediktinerschulen. Eine weltweite Vernetzung mit Schulen in benediktinischer Tradition besteht ebenso auf Seiten der Lehrer und Eltern. Die Betonung des musischen Aspekts durch Schultheater, -chor, -orchester, Bläser- und Chorklassen sowie Kunstausstellungen sind Kennzeichen der Einrichtung. Im MINT-Bereich werden in der Sekundarstufe II Leistungskurse in allen Naturwissenschaften angeboten, das Fach Informatik kann regelmäßig auch als Abiturfach gewählt werden. Zahlreiche Angebote der Schulseelsorge, aber auch der Schulsozialarbeit und des Beratungslehrerteams sind wichtige Angebote des Schulprogramms.
Zudem wird Gymnasiasten aus dem eigenen sowie weiteren 42 Gymnasien sowie Studierenden die Möglichkeit zur Teilnahme an der Jungen Akademie der Abtei Königsmünster (ehemals Oberstufenakademie) angeboten. In Wochenendseminaren und Abendveranstaltungen sollen Fähigkeiten auf personalem, sozialem und geistigen Gebiet erweitert werden.

### Platz für Gäste
Die Abtei legt großen Wert auf den Kontakt nach außen. Sie bietet vielfältige Möglichkeiten zur geistlichen Einkehr aber auch zu weltlichen Tagungen und Veranstaltungen. Zum einen besteht die Möglichkeit für Männer, Gast im Klausurbereich zu sein und dabei am Leben und den Gebetszeiten der Mönche teilzunehmen. Darüber hinaus existiert seit 1981 mit der „Oase“ in einem eigenen Bau ein Haus der Besinnung und Begegnung insbesondere für junge Leute. In der „Oase“ leisteten jedes Jahr sechs oder sieben Zivildienstleistende ihren Dienst ab. Sie wurden von zwei Austauschschülern aus Ungarn unterstützt. Darüber hinaus gibt es seit 2001 das „Haus der Stille“. Entworfen von dem Architekten Peter Kulka ist der Bau in Architektenkreisen auf große Resonanz gestoßen. Es bietet zwanzig Einzelzimmer. Es richtet sich an Einzelgäste, Familien und Gruppen, für die ganzjährig unterschiedliche Kurse angeboten werden. Darüber hinaus finden über das Jahr verteilt diverse Veranstaltungen statt, z. B. ein Weihnachtsbasar, Sommerabende zu unterschiedlichen Themen oder Wanderwochen.

## Mitglieder der Gemeinschaft
Im Jahr 1986 gehörten 72 Mönche der Gemeinschaft an. Diese waren in einem Alter zwischen 20 und 80 Jahren. Von diesen hatten 35 noch nicht die endgültig bindenden Gelübde abgelegt. Im Jahr 2007 umfasste die Gemeinschaft noch 59 Mitbrüder. Davon lebten 51 in der Abtei und der Cella in Hannover. Gemäß dem Ursprung der Kongregation lebten drei als Missionare in Tansania, Südafrika und Südkorea. Fünf Brüder lebten außerhalb des Klosters. Von den 51 im Kloster lebenden waren 16 hauptsächlich mit internen Aufgaben als Abt, in der Verwaltung usw. beschäftigt. Vier Brüder befanden sich im Ruhestand. Weitere vier waren im Gymnasium tätig. Acht Brüder arbeiteten in den verschiedenen Handwerksbetrieben, dem Laden oder der Landwirtschaft der Abtei. Elf Mönche waren hauptsächlich in der Seelsorge, der Jugendarbeit oder als Therapeut tätig. Ein Bruder war als Prokurator für die Koordination der Missionsarbeit zuständig. Weitere zwei waren in der Cella St. Benedikt in Hannover beschäftigt. Fünf Brüder befanden sich in der Ausbildung. Das Durchschnittsalter betrug 47 Jahre.

## Äbte
- 1956–1976 Harduin Bießle
- 1976–2001 Stephan Schröer
- 2001–2013 Dominicus Meier
- 2013–2023 Aloysius Althaus
- seit 2023 Cosmas Hoffmann[12]

## Weitere bekannte Konventsangehörige
- Guido Hügen, ehemaliger Bundeskurat der Deutschen Pfadfinderschaft Sankt Georg (DPSG).
- Reinald Rickert, Tierwirtschaftsmeister, ist ein bekannter Kritiker des Veganismus.

## Auszeichnungen

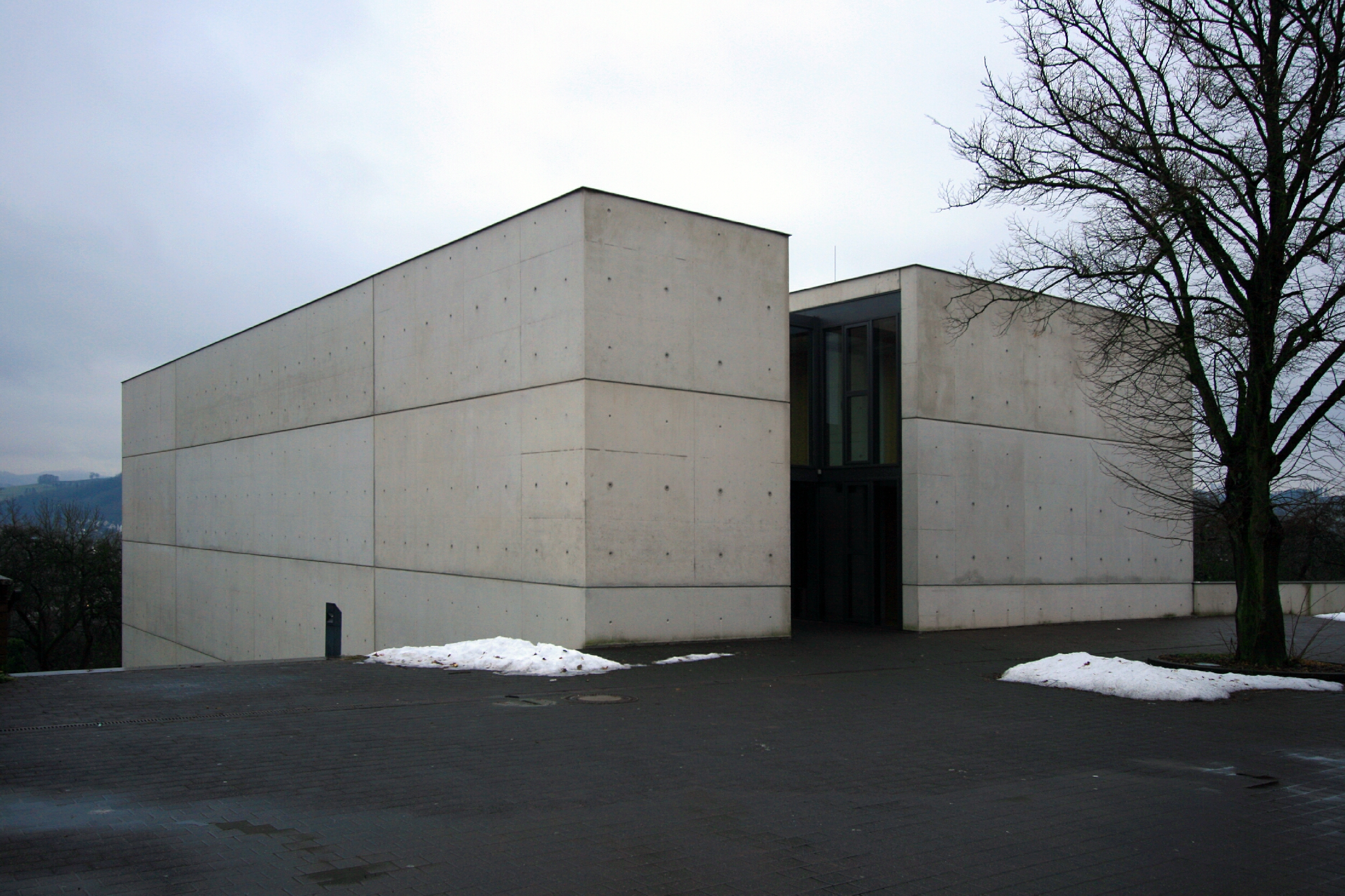
Das Haus der Stille

Das 2001 nach Entwürfen des Kölner Architekten Peter Kulka erbaute Gästehaus („Haus der Stille“) wurde 2004 mit dem Nordrhein-Westfälischen Architekturpreis ausgezeichnet, der alle drei Jahre vom Bund Deutscher Architekten verliehen wird.